# Tineopsis saturata
Tineopsis saturata är en fjärilsart som beskrevs av Felder 1861. Tineopsis saturata ingår i släktet Tineopsis och familjen björnspinnare. Inga underarter finns listade i Catalogue of Life.